# Макфи, Колин
Колин Кархарт Макфи (англ. Colin Carhart McPhee) — канадский и американский композитор, пианист и музыковед XX века, наиболее известный как исследователь традиционной индонезийской музыки (гамелан). Номинант (1998) и лауреат премии (1999) «Джуно» в номинации «Классическая композиция года» за посмертные записи произведений (соответственно, Симфония № 2 «Табух-Табухан» и Концерт для духового оркестра).

## Биография
Родился в Монреале в 1900 году, рос в Торонто. Учился в Консерватории Гамбурга в Торонто и уже с 12 лет начал интересоваться инструментами с необычным звучанием. Начал публиковаться как композитор в середине 1910-х годов: в 1916 году Имперским музыкальным и туристическим клубом изданы «Четыре этюда для фортепиано» (англ. Four Piano Sketches), а на следующий год была написана военная песня «Arm, Canadians», выпущенная издательством Whaley Royce.
В 1918 году поступил в Консерваторию Пибоди в Балтиморе (Мэриленд), где учился до 1921 года у Густава Штрубе. В мае 1920 года оркестр Консерватории Пибоди исполнил в Балтиморе Концерт № 1 для фортепиано авторства Макфи. В 1921—1924 году продолжал музыкальное образование в Торонто, обучаясь у Артура Фридхайма, и 15 января 1924 года Новый симфонический оркестр (ныне Торонтский симфонический оркестр) под руководством Луиджи фон Куница исполнил Второй фортепианный концерт Макфи, который в журнале Musical Canada охарактеризовали как «мощно проявляющий современный дух молодёжи — своевольный, бесшабашный, порой изрядно безрассудный». Уже в этом произведении композитор обращался к традициям азиатской этнической музыки, и в партитуре концерта была партия для китайских колокольчиков, которая, однако, в сценическом исполнении не прозвучала.
С 1924 по 1926 год учился в Париже, брал уроки игры на фортепиано у Изидора Филиппа и композиции у Поля Ле Флема. В 1926 году переехал в Нью-Йорк, где учился у Эдгара Вареза и приобрел первоначальную известность как самостоятельный композитор. В период жизни в Нью-Йорке произведения Макфи исполнялись Международной гильдией композиторов, руководителем которой был Варез, в рамках Коплендовских концертов и в серии концертов американских композиторов Говарда Хансона в Истменской школе музыки. Ряд его произведений вошел в 1928—1931 годах в альманахи Генри Кауэлла New Music. В 1931 году Макфи сочинил музыку для двух фильмов Ральфа Стейнера — «H2O» и «Принципы механики». В эти годы он также выступал как музыкант, в том числе в 1928 году предприняв гастроли с певицей Эвой Готье, давая сольные концерты или участвуя в концертах современной музыки.
В Нью-Йорке Макфи заинтересовался музыкой Бали. Он был дважды удостоен стипендии Гуггенхайма и благодаря этому с 1931 по 1938 год работал на Бали и Яве (Индонезия), изучая музыкальные, танцевальные и театральные традиции этого региона. Индонезийская музыка, в особенности традиции гамелана, повлияла и на собственное симфоническое и хоровое творчество Макфи, что наиболее заметно проявилось в созданной в 1936 году «токкате для оркестра и двух фортепиано» «Табух-Табухан», написанной по заказу Карлоса Чавеса для Симфонического оркестра Мексики. Это влияние сохранялось практически до конца творческой карьеры Макфи и проявляется в его работах конца 1950-х годов — Симфонии № 2 (1957), Ноктюрне (1958) и Концерте (1960) для духового оркестра. Макфи как исследователь сыграл важную роль в спасении исторической литературы по музыке гамелана. Начиная со времени, проведенного в Индонезии, и вплоть до конца жизни он работал над монографией «Музыка на Бали», вышедшей лишь в 1966 году после его смерти. На Бали Макфи и его жена, антрополог Джейн Бело, усыновили местного ребёнка. Впоследствии этот мальчик, носивший имя Сампхи, стал членом балийского танцевального коллектива, гастролировавшего в США.
Первое исполнение «Табух-Табухана» было успешным, и Чавес, бывший в восторге от этого произведения, разослал письма многим ведущим дирижерам, рекомендуя включить его в их репертуар. Однако никто из них не выразил интереса, и пьеса впервые прозвучала в США только в 1947 году на радио CBS. Такое отношение к его творчеству подорвало уверенность Макфи в собственных силах, и в 1940-е годы он временно перестал сочинять музыку, вернувшись к творчеству только после того, как услышал «Табух-Табухан» на радио. В 1953 году произведение наконец было исполнено под руководством одного из наиболее значительных дирижеров этого времени, Леопольда Стоковского. Пьеса прозвучала на концерте в Карнеги-холле и на следующий год принесла автору премию Американской академии искусств и литературы.
Несмотря на перерыв в создании новых произведений, музыкальная карьера Макфи не прерывалась в 1940-е годы. В 1941 году он сделал запись своего произведения «Балийская церемониальная музыка» (англ. Balinese Ceremonial Music) на лейбле Schirmer Records при участии Бенджамина Бриттена (вторая фортепианная партия) и Жоржа Баррера (флейта). В ходе Второй мировой войны Макфи был музыкальным консультантом Управления военной информации США. Помимо «Музыки на Бали» выпустил две книги, посвященные Индонезии: «Дом на Бали» (Нью-Йорк, 1946) и «Клуб маленьких мужчин» (Нью-Йорк, 1947). В 1960—1963 годах преподавал в Калифорнийском университете в Лос-Анджелесе, где был одним из основателей программы этномузыковедения. Одновременно получил известность как джазовый критик. Осенью 1963 года тяжело заболел и покинул университет, чтобы успеть завершить работу над «Музыкой на Бали». Скончался в Лос-Анджелесе 7 января следующего года.